# Fatumetan
Fatumetan is een bestuurslaag in het regentschap Kupang van de provincie Oost-Nusa Tenggara, Indonesië. Fatumetan telt 624 inwoners (volkstelling 2010).